# Музей школы Нанси
Музей Школы Нанси (фр. Musée de l'École de Nancy) — художественный музей, расположенный в Нанси. Посвящён одному из художественных направлений ар-нуво, развившемуся в Нанси и называемому Школой Нанси. Музей находится в бывшем доме коллекционера Эжена Корбена. Располагает произведениями искусства работы Эмиля Галле, Виктора Пруве, Эжена Валлена, Луи Мажореля и Жака Грюбера.

## История

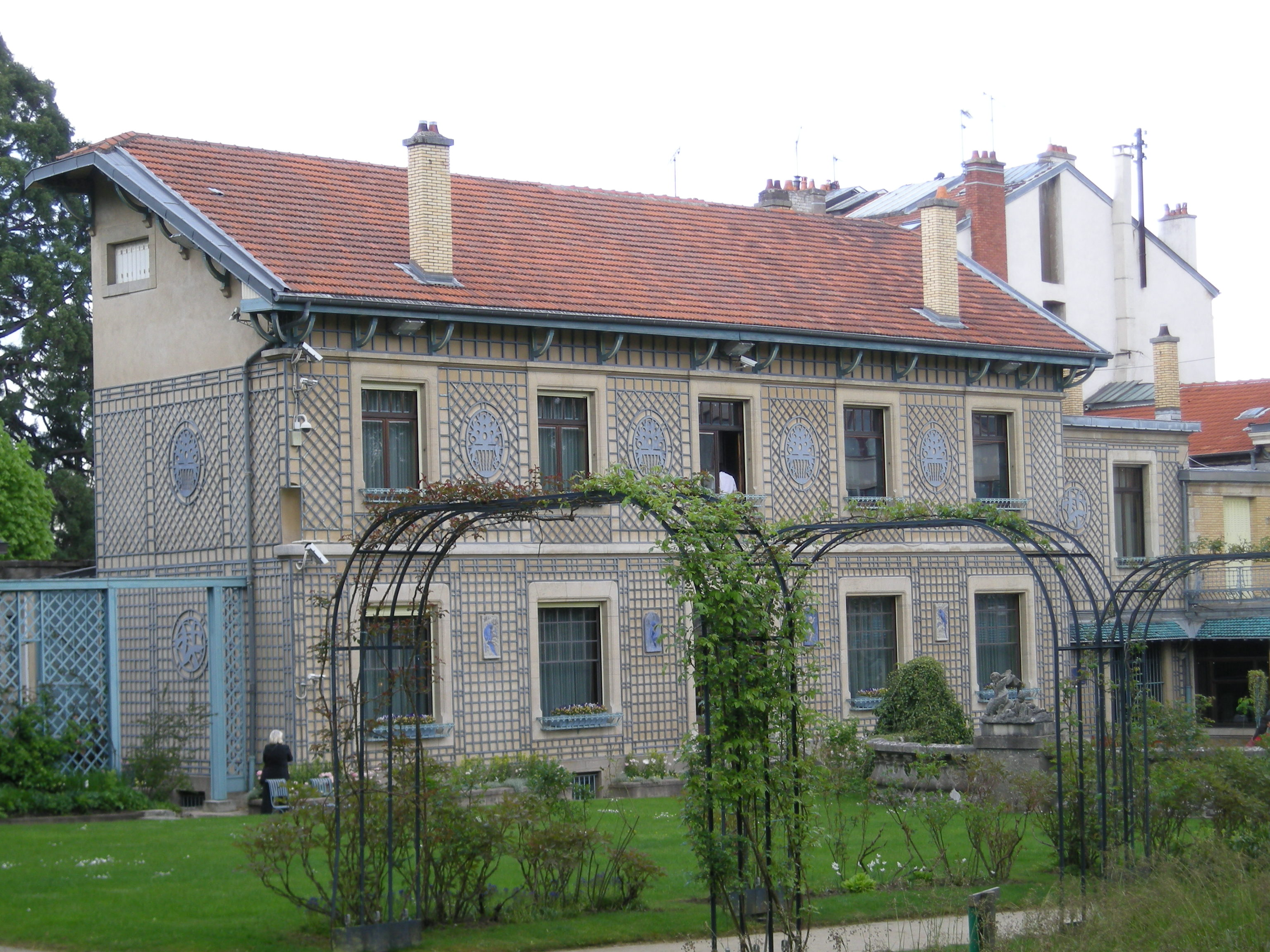
Боковая пристройка, добавленная в 1923 году

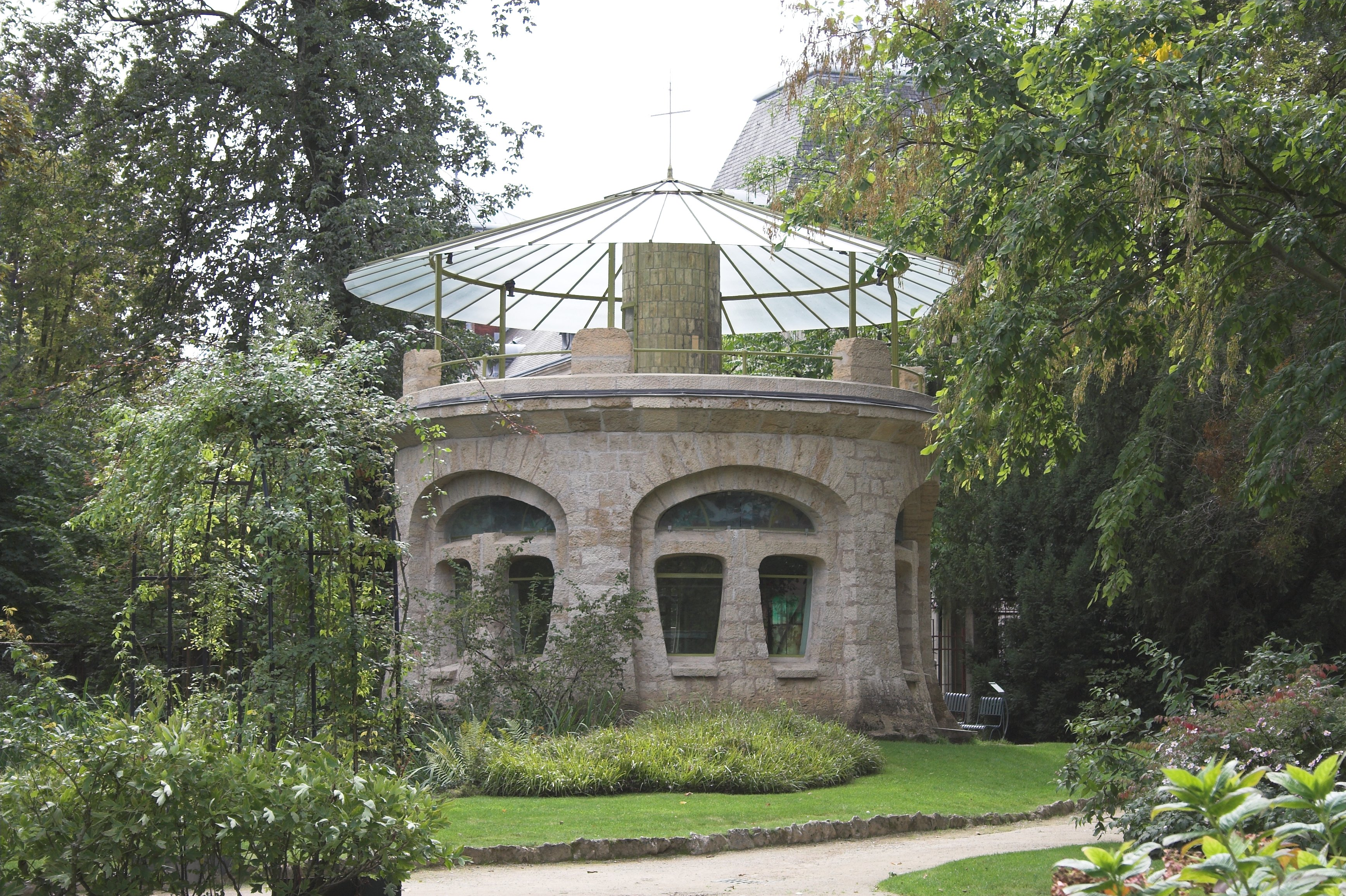
Павильон аквариума в саду музея

Музей размещается в большом доме конца XIX — начала XX веков. Часть декора датируется 1894 годом. Дом принадлежал богатому бизнесмену и коллекционеру Эжену Корбену (1867—1952). Коллекция была значительно обогащена в 1936 году даром Корбена. Здание вместе с садом отошло городу Нанси в 1951—1952 году. Музей был открыт в 1964 году.

## Коллекция

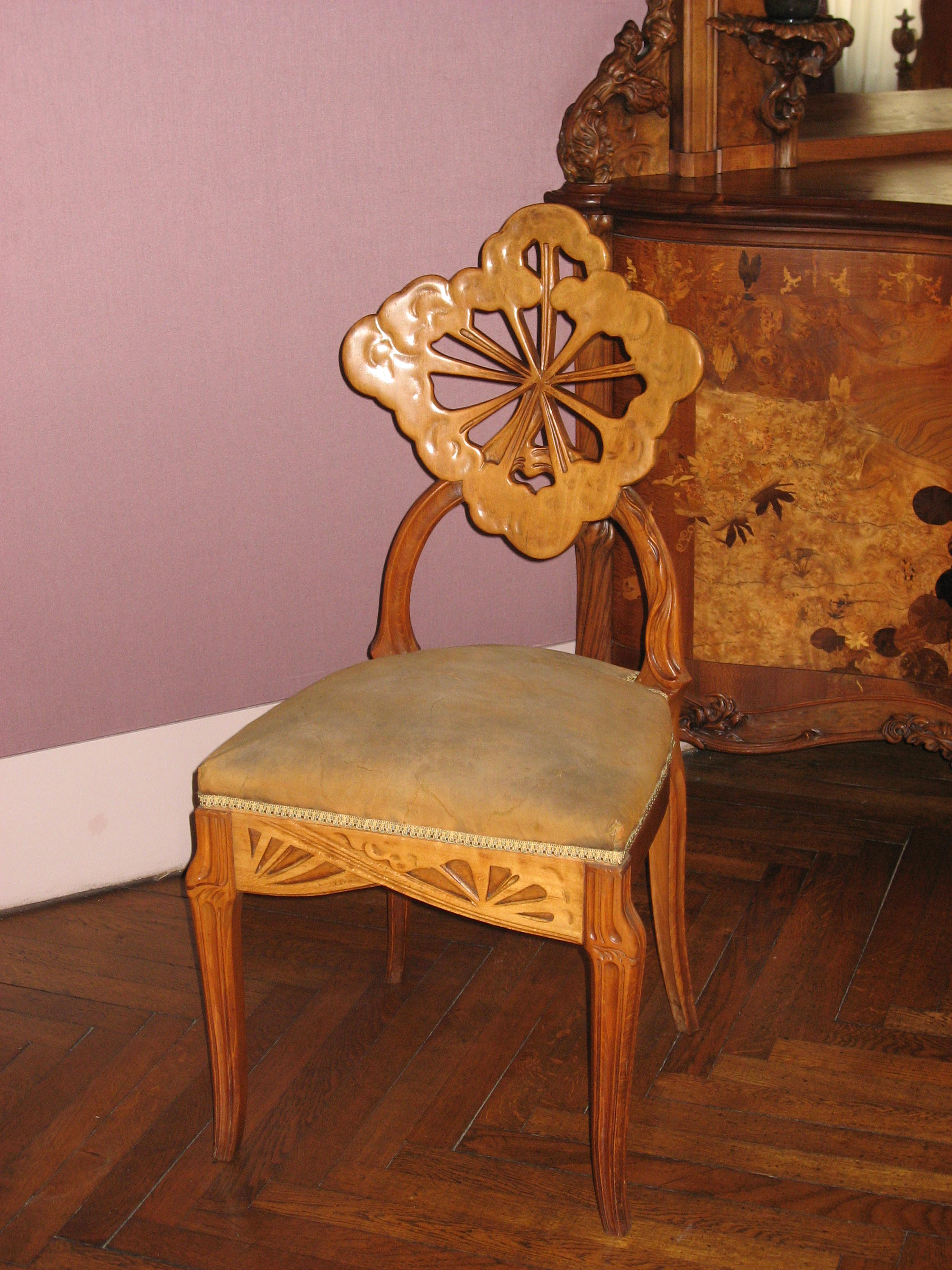
Стул в стиле ар-нуво с декоративными мотивами борщевика

Коллекция музея включает отдельные предметы мебели и несколько мебельных ансамблей, представляющих стиль Школы Нанси. Здесь также имеются несколько живописных полотен, стекло и керамика этого направления.